# Список памятников национального значения в штате Джаркханд
Это список памятников национального значения в индийском штате Джаркханд, официально признанных и перечисленных на сайте Археологического управления Индии (ASI). Идентификатор памятника представляет собой комбинацию аббревиатуры подразделения списка ("круг ASI", которому соответствует штат) и нумерации, опубликованной на сайте ASI. В штате Джаркханд 12 памятников получили от ASI статус памятника национального значения.

## Список
| Номер   | Название                                                                                  | Местоположение      | Округ          | Изображение |
| ------- | ----------------------------------------------------------------------------------------- | ------------------- | -------------- | ----------- |
| N-JH-1  | Памятник асурам                                                                           | Ханза               | Ранчи          |             |
| N-JH-2  | Памятник асурам                                                                           | Кхунти Тола         | Ранчи          |             |
| N-JH-3  | Древний каменный храм с небольшим лингамом внутри                                         | Хахпарта (Хекпетта) | Лохардага      |             |
| N-JH-4  | Памятник асурам                                                                           | Кунджла             | Ранчи          |             |
| N-JH-5  | Памятник асурам                                                                           | Саридкель           | Ранчи          |             |
| N-JH-6  | Надпись Ашоки на холме Чандан Шахид                                                       | Ашикпур             | Ранчи          |             |
| N-JH-7  | Руины Барадари с возможными подземными камерами и проходами                               | Арази Мукимпур      | Сантал Паргана |             |
| N-JH-8  | Мечеть Джама                                                                              | Хадаф               | Сантал Паргана |             |
| N-JH-9  | 1. Водоём Бенисагар 2. Руины древнего храма и скульптуры на юго-восточном берегу водоёма. | Бенисагар           | Сингхбхум      |             |
| N-JH-10 | Руины старого форта                                                                       | Руам                | Сингхбхум      |             |
| N-JH-11 | Древний курган                                                                            | Итагарх             | Сингхбхум      |             |
| N-JH-12 | Форты и храмы                                                                             | Навратангарх        | Гумла          |             |